# Onitshai főegyházmegye
Az Onitshai főegyházmegye (latinul: Archidioecesis Onitshanus) római katolikus egyházmegye Nigéria déli részén, Onitsha központtal.
Székesegyháza a Legszentebb Szentháromság-bazilika.
Jelenlegi érseke Valerian Okeke metropolita, segédpüspöke pedig Denis Chidi Isizoh.

## Terület

### Szomszédos egyházmegyék
- Warri egyházmegye (délnyugat)
- Issele-Ukui egyházmegye (nyugat)
- Uromi egyházmegye (északnyugat)
- Idahi egyházmegye (észak)
- Nsukkai egyházmegye (északkelet)
- Enugui egyházmegye (kelet)
- Awkai egyházmegye (kelet)
- Nnewi római katolikus egyházmegye (délkelet)
- Owerri főegyházmegye (dél)
- Port Harcourt-i egyházmegye (dél)

## Történelem
1899. július 25-én alapították meg az Alsó-Niger apostoli prefektúrát. 1920. április 16-án apostoli vikariátus rangjára emelték Dél-Nigériai apostoli vikariátus néven, melynek nevét 1934. július 9-én Onitsha-Owerri apostoli vikariátusra változtatták. Ebből jött létre 1948. február 12-én szétválással az Owerri apostoli vikariátus mellett az Onitshai apostoli vikariátus, melyet 1950. április 18-án főegyházmegye rangjára emeltek.
A következő évtizedekben több újonnan létrehozott egyházmegye vált le róla, aminek révén területe is csökkent: így 1962. november 12-én az Enugui egyházmegye, 1977. november 10-én az Awkai egyházmegye, 2001. november 9-én pedig a Nnewi egyházmegye.

## Szervezet
A főegyházmegye szuffragáneus egyházmegyéi: az Abakaliki, az Awgui, az Awkai, az Ekwulobiai, az Enugui, a Nnewi és a Nsukkai egyházmegye.

### Püspökök
| Fénykép | Név, beosztás                  | Születési helye, ideje                | Kinevezés dátuma                       |
| ------- | ------------------------------ | ------------------------------------- | -------------------------------------- |
|         | Vakerian Okeke érsek           | Umudioka, 1953. október 20. (71 éves) | onitshai érsek: 2003. szeptember 1.    |
|         | Denis Chidi Isizoh segédpüspök | Ogbunike, 1956. január 24. (69 éves)  | onitshai segédpüspök: 2015. február 6. |

#### Korábbi püspökök
- Léon-Alexander Lejeune CSSp apostoli prefektus (1900–1905)
- Joseph Shanahan CSSp apostoli prefektus (1905–1920), apostoli vikárius (1920–1931)
- Charles Heerey CSSp apostoli vikárius (1931–1950), érsek (1950–1967)
- Francis Arinze érsek (1967–1985)
- Stephen Ezeanya érsek (1985–1995)
- Albert Obiefuna érsek (1995–2003)

## Tevékenységek

### Hitélet
Nigériában az emberek túlnyomó többsége vallásos: Valerian Okeke érsek elmondása szerint a lakosság 90%-a (keresztények és muszlimok egyaránt) részt vesz hétvégénként a szertartásokon.

### Intézmények
Az egyházmegye több kórházat tart fent, többek között az ország viszonyaihoz mérten jól felszereltnek számító, Borromei Szent Károlyról elnevezett kórházat Onitshában. A térségben Fodor Réka és Csókay András orvosok rendszeresen vesznek részt orvosmissziókban.

### Szeretetszolgálat
Az országot szélsőséges vagyoni viszonyok jellemzik, az egyik legnagyobb kihívás a széleskörű szegénység. 2020-ban a koronavírus-járvány nyomán sokak megélhetése veszélybe került, erre válaszul a Magyar katolikus egyház felhívására, az Afréka Alapítványon keresztül Magyarországon is végeztek gyűjtést és juttattak el támogatást.